# Рязановское (поселение, Москва)
Поселе́ние Ряза́новское — бывшее внутригородское муниципальное образование и административная единица со статусом поселения в составе Новомосковского административного округа города Москвы. Упразднено 8 мая 2024 года в процессе административно-территориальной реформы ТиНАО. Правопреемником поселения Рязановское являются органы местного самоуправления и управа района Щербинка.
Включало 19 населённых пунктов. Административный центр — посёлок Знамя Октября (администрация находится в посёлке фабрики имени 1-го Мая). С 1 июля 2012 года включено в состав Москвы.
Глава администрации Бобылев Николай Борисович, глава поселения и Председатель Совета депутатов Улыбышев Игорь Олегович.
По принятому в 2024 году закону города поселение преобразуется, части его территории отходят муниципальному округу Щербинка и городскому округу Троицк .

## Географические данные
Общая площадь — 40,48 км².
Муниципальное образование находится в юго-восточной части Новомосковского административного округа и граничит:
- поселением Десёновское Москвы (на западе);
- поселением Воскресенское Москвы (на северо-западе, севере, северо-востоке);
- городским округом Подольск Московской области (на юго-западе, юге и востоке);

С поселением Щербинка и районом Южное Бутово ЮЗАО на севере поселение не граничит, от них его отделяет тонкая полоска территории поселения Воскресенское.
Климат в поселении — умеренно континентальный, формирующийся за счёт приходящего с запада влажного воздуха Атлантики. Лето тёплое, зима умеренно холодная с устойчивым снежным покровом.
По территории поселения протекают несколько рек, наиболее крупная из которых Десна.

## Население
| 2010    | 2012    | 2013    | 2014    | 2015    | 2016    | 2017    | 2018    | 2019    | 2020    |
| ------- | ------- | ------- | ------- | ------- | ------- | ------- | ------- | ------- | ------- |
| 16 500  | ↗17 789 | ↗19 218 | ↗19 303 | ↗19 604 | ↗20 115 | ↗20 239 | ↗20 436 | ↗20 587 | ↗21 683 |
| 2021    | 2023    | 2024    |         |         |         |         |         |         |         |
| ↗28 810 | ↗32 215 | ↗33 033 |         |         |         |         |         |         |         |

### Национальный состав
По итогам переписи населения 2020 года проживали следующие национальности (национальности менее 0,1 % и другое, см. в сноске к строке «Другие»):
| Национальность | Численность, чел. | Доля     |
| -------------- | ----------------- | -------- |
| Русские        | 23 846            | 82,77 %  |
| Татары         | 258               | 0,90 %   |
| Армяне         | 208               | 0,72 %   |
| Украинцы       | 91                | 0,32 %   |
| Узбеки         | 66                | 0,23 %   |
| Таджики        | 62                | 0,22 %   |
| Азербайджанцы  | 52                | 0,18 %   |
| Чуваши         | 33                | 0,11 %   |
| Белорусы       | 29                | 0,10 %   |
| Другие         | 4165              | 14,45 %  |
| Итого          | 28 810            | 100,00 % |

## Состав поселения
| №  | Населённый пункт       | Тип населённого пункта | Население |
| -- | ---------------------- | ---------------------- | --------- |
| 1  | Алхимово               | деревня                | ↗59       |
| 2  | Андреевское            | деревня                | ↗39       |
| 3  | Армазово               | деревня                | ↗53       |
| 4  | Девятское              | деревня                | ↗301      |
| 5  | Ерино                  | деревня                | ↗273      |
| 6  | Ерино                  | посёлок                | ↗2692     |
| 7  | Знамя Октября          | посёлок                | →7394     |
| 8  | Молодцы                | деревня                | ↗105      |
| 9  | Мостовское             | деревня                | ↘227      |
| 10 | Никульское             | деревня                | ↗63       |
| 11 | Остафьево              | посёлок                | ↘371      |
| 12 | Остафьево              | село                   | ↗1149     |
| 13 | Рыбино                 | деревня                | ↗54       |
| 14 | Рязаново               | деревня                | ↗126      |
| 15 | Сальково               | деревня                | ↗297      |
| 16 | Старосырово            | деревня                | ↗90       |
| 17 | Студенцы               | деревня                | ↗48       |
| 18 | Тарасово               | деревня                | ↗56       |
| 19 | Фабрики имени 1-го Мая | посёлок                | ↗3103     |

В приложении № 1 к постановлению Правительства Москвы № 353-ПП от 25.07.2012 «Об утверждении перечней населённых пунктов и улиц Троицкого и Новомосковского административных округов города Москвы, используемых для адресации зданий и сооружений», указываются две деревни под названием Девятское.

## История
Рязановский сельсовет образован в 1920 году в составе Дубровицкой волости Подольского уезда Московской губернии из части территории Астафьевского сельсовета. По данным Всесоюзной переписи населения 1926 года в сельсовет входили деревни Рязаново (221 житель), Молодцы (202 жителя) и Рязановская фабрика (531 житель).
В 1929 году Рязановский сельсовет вошёл в состав Подольского района образованной Московской области, при этом ему была передана территория всё того же Астафьевского сельсовета.
Решением Московского областного исполнительного комитета от 14 июня 1954 года № 539 и утверждающим его указом Президиума Верховного совета РСФСР от 18 июня 1954 года в состав Рязановского сельсовета вошли территории упразднённых Еринского и Мостовского сельсоветов, а спустя несколько дней — деревня Старое Сырово Сыровского сельсовета.
31 июля 1962 года решением Мособлисполкома № 907 в состав сельсовета были включены территории дома отдыха «Остафьево» и подсобного хозяйства «Остафьево» Ульяновского района Московской области.
В 1963 году Подольский район был упразднён, и до начала 1965 года Рязановский сельсовет находился в составе Ленинского укрупнённого сельского района, после чего был вновь передан восстановленному Подольскому району.
Постановлением от 3 февраля 1994 года № 7/6 Московская областная дума утвердила положение о местном самоуправлении в Московской области, согласно которому сельсоветы как административно-территориальные единицы были преобразованы в сельские округа.
В рамках реформы местного самоуправления и в соответствии с Законом Московской области от 28 февраля 2005 года № 65/2005-ОЗ «О статусе и границах Подольского муниципального района и вновь образованных в его составе муниципальных образований» на территории Подольского района было образовано сельское поселение Рязановское, в состав которого вошло 19 населённых пунктов позже упразднённого Рязановского сельского округа.
1 июля 2012 года сельское поселение Рязановское вошло в состав Новомосковского административного округа «Новой Москвы», при этом из его названия было исключено слово «сельское».

## Органы местного самоуправления
Структуру органов местного самоуправления поселения Рязановское составляют:
- Совет депутатов поселения Рязановское;
- глава поселения Рязановское;
- администрация поселения Рязановское.

Совет депутатов поселения Рязановское состоит из 15 депутатов, избираемых на муниципальных выборах на основе всеобщего равного и прямого избирательного права при тайном голосовании сроком на 5 лет.
Глава поселения и председатель Совета депутатов — Улыбышев Игорь Олегович , глава администрации — Бобылев Николай Борисович.

## Достопримечательности
Памятники архитектуры и садово-паркового искусства сельского поселения:
- Усадьба «Ордынцы»
- Усадьба «Никульское»
- Государственный музей-усадьба «Остафьево — Русский Парнас»
- Церковь Живоначальной Троицы, 1781[41]
- Церковь Покрова Пресвятой Богородицы в Ерине